# Khanom (huyện)
Khanom (tiếng Thái: ขนอม) là huyện (amphoe) cực bắc của tỉnh Nakhon Si Thammarat, miền nam Thái Lan.

## Địa lý
Huyện nằm ở phía bắc tỉnh. Phía tây là tỉnh Surat Thani, còn phía bắc và đông là vịnh Thái Lan. Các huyện giáp ranh (từ phía nam theo chiều kim đồng hồ) là Sichon của Nakhon Si Thammarat và Don Sak của Surat Thani.
Bờ biển của huyện có nhiều bãi biển nằm giữa các khu vực núi đá vôi của dãy núi Nakhon Si Thammarat. Nai Plao Beach là bãi biển nổi tiếng nhất trong các bãi này. Nhiều hang động nằm trong các đồi, nổi tiếng nhất là động Khao Wang Thong.

## Lịch sử
Năm 1365, thị xã đầu tiên (mueang) Tranom (ตระนอม) được thành lập thuộc Nakhon Si Thammarat. Trong cuộc cải cách hành chính thesaphiban đầu thế kỷ 20, thị xã này thành  một tambon thuộc Sichon. Ngày 1 tháng 3 năm 1939, đơn vị này đã được lập thành tiểu huyện (King Amphoe), bao gồm 2 tambon Khanom và Thong Nian.. Tiểu huyện được nâng thành huyện ngày 11 tháng 12 năm 1959.
Đơn vị tambon thứ 3 Khuan Thong được lập ngày 25/12/1963 với 3 muban từ Thong Nian và hai muban từ Khanom.
Đơn vị Khanom được thành lập ngày 28 tháng 12 năm 1945, được chính thức đăng công báo ngày 28 tháng 1 năm 1957. Ngày 25 tháng 5 năm 1999, đơn vị này được nâng thành thị trấn (thesaban tambon).
Wat Kradangnga là chùa cổ nhất huyện, có từ thời Ayutthaya.

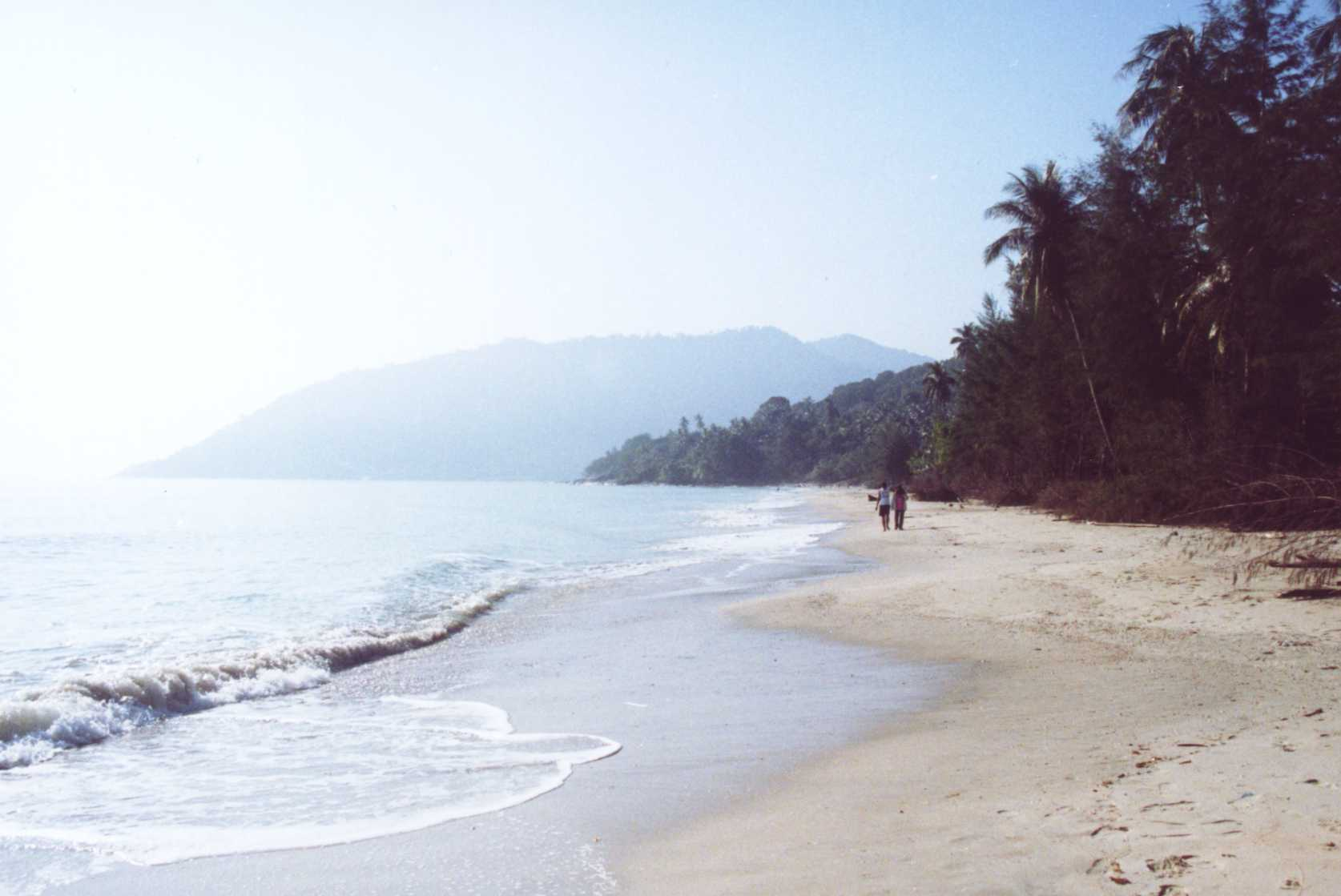
Bãi biển Nai Plao
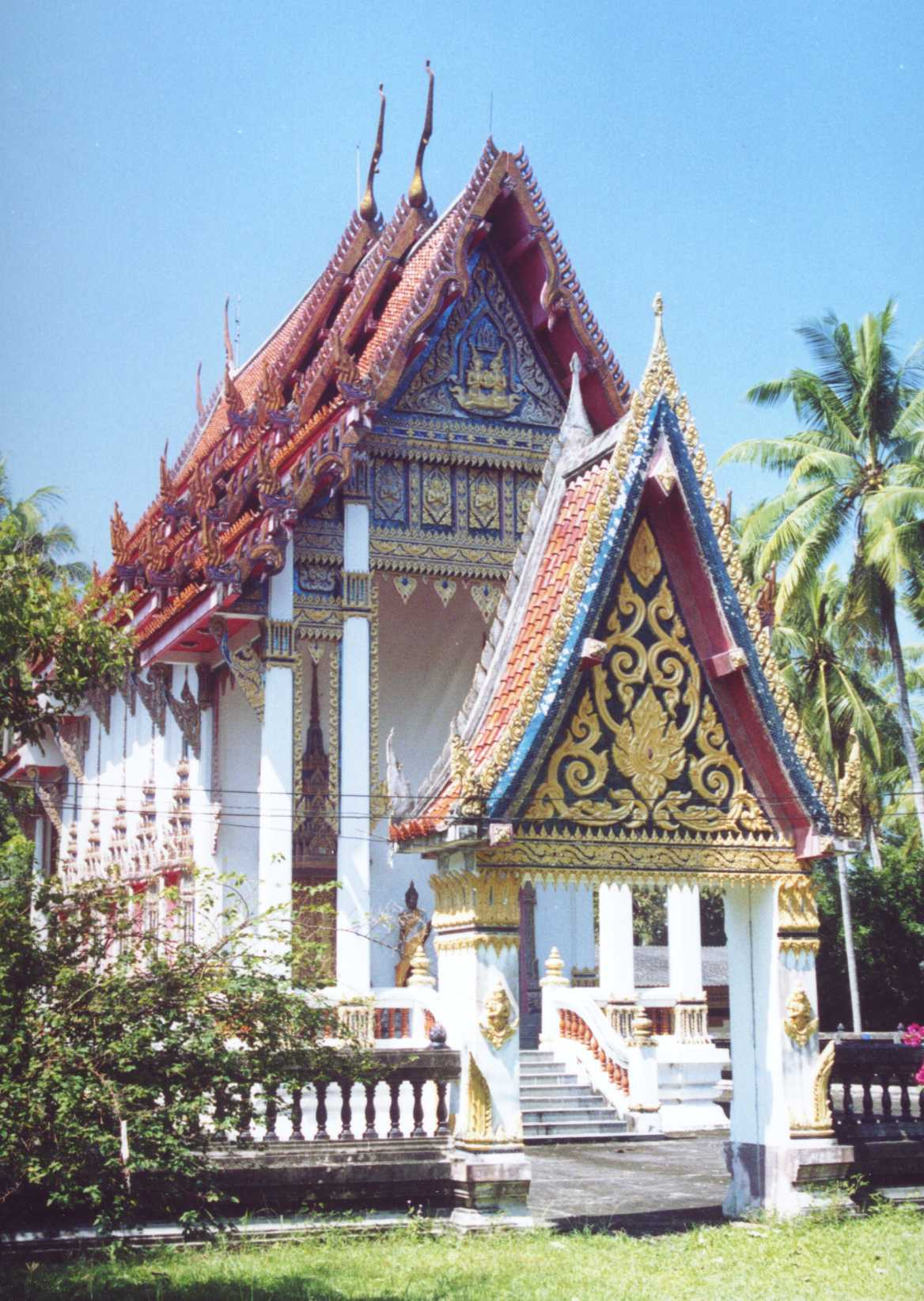
Wat Kradangnga

## Hành chính
Huyện này được chia thành 3 phó huyện (tambon), các đơn vị này lại được chia ra thành 34 làng (muban). Khanom là đô thị phó huyện (thesaban tambon) và nằm trên một phần tambon Khanom - làng 1 và một phần của làng 3, với diện tích 1,76 km². Toàn bộ tambon Thong Nian tạo thành một đô thị phó huyện khác.
| \| STT \| Tên \| Tên tiếng Thái \| Số làng \| Dân số \| OTOP \| \| --- \| ----------- \| -------------- \| ------- \| ------ \| --------- \| \| 1. \| Khanom \| ขนอม \| 14 \| 12.557 \| tôm ớt \| \| 2. \| Khuan Thong \| ควนทอง \| 12 \| 10.174 \| chuối khô \| \| 3. \| Thong Nian \| ท้องเนียน \| 8 \| 4.841 \| nước mắm \| | Map of Tambon |                |         |        |           |
| STT | Tên           | Tên tiếng Thái | Số làng | Dân số | OTOP      |
| 1. | Khanom        | ขนอม           | 14      | 12.557 | tôm ớt    |
| 2. | Khuan Thong   | ควนทอง         | 12      | 10.174 | chuối khô |
| 3. | Thong Nian    | ท้องเนียน        | 8       | 4.841  | nước mắm  |